# Cophogryllus fasciatus
Cophogryllus fasciatus är en insektsart som först beskrevs av Walker, F. 1869.  Cophogryllus fasciatus ingår i släktet Cophogryllus och familjen syrsor. Inga underarter finns listade i Catalogue of Life.